# Apertura Larsen
|       |       |       |       |       |       |       |       |       |  |
|       | a8 rd | b8 nd | c8 bd | d8 qd | e8 kd | f8 bd | g8 nd | h8 rd |  |
| a7 pd | b7 pd | c7 pd | d7 pd | e7 pd | f7 pd | g7 pd | h7 pd |       |  |
| a6    | b6    | c6    | d6    | e6    | f6    | g6    | h6    |       |  |
| a5    | b5    | c5    | d5    | e5    | f5    | g5    | h5    |       |  |
| a4    | b4    | c4    | d4    | e4    | f4    | g4    | h4    |       |  |
| a3    | b3 pl | c3    | d3    | e3    | f3    | g3    | h3    |       |  |
| a2 pl | b2    | c2 pl | d2 pl | e2 pl | f2 pl | g2 pl | h2 pl |       |  |
| a1 rl | b1 nl | c1 bl | d1 ql | e1 kl | f1 bl | g1 nl | h1 rl |       |  |
|       |       |       |       |       |       |       |       |       |  |

El Ataque Larsen, también llamado Ataque Nimzowitsch-Larsen (ECO A01), es una apertura hipermoderna desarrollada a principios del siglo XX por los maestros Larsen y Nimzowitch que pretende el fianchetto del alfil en b2 así como la amenaza al peón de e5 con dos piezas (el alfil de b2 y el caballo de f3). Puede derivar en aperturas principales en las que este fianchetto es importante como la Zuckertort, pero en este caso las blancas colocan sus peones en d4 y e3. Es una idea de Bent Larsen, y de Aron Nímzovitch. Tiene el mérito de la sorpresa, lo cual no es poco. Si no se desea transponer a líneas principales hay que jugar muy bien para no caer en líneas inferiores.
La idea es fianchetar el alfil por b2 y buscar el dominio de la diagonal a1-h8. El jugador de las negras puede optar por varias respuestas en la primera jugada, una bastante utilizada es...1.e5, con lo que el blanco basa su estrategia en atacar este peón con la secuencia Ab2, f4, y Cf3 En muchas ocasiones se intenta neutralizar al caballo negro de c6 con el otro alfil.
Línea principal
1.b3
1. b3 e5 2. Ab2 Cc6 3. e3 d5 4. Ab5 Ad6 5. f4 Dh4+ 6. g3 De7 7. Cf3 f6 8. Cc3 Ae6 9. 0-0 Variante Principal
1. b3 e5 2. Ab2 Cc6 3. e3 d5 4. Ab5 Ad6 5. f4 Dh4+ 6. g3 De7 7. Cf3 Ag4
1. b3 e5 2. Ab2 Cc6 3. e3 d5 4. Ab5 Ad6 5. f4 f6
1. b3 e5 2. Ab2 Cc6 3. e3 d5 4. Ab5 Ad6 5. Cf3
1. b3 e5 2. Ab2 Cc6 3. e3 d5 4. Ab5 Ad6 5. Ce2
1. b3 e5 2. Ab2 Cc6 3. e3 d5 4. Ab5 Ad6 5. c4
1. b3 e5 2. Ab2 Cc6 3. e3 Cf6 4. c4
1. b3 e5 2. Ab2 Cc6 3. e3 Cf6 4. Ab5 Ad6 5. Ce2 0-0 6.0-0 Te8 7.Cc3 Af8
1. b3 d5
1. b3 d5 2. Ab2 Cf6 3. e3 g6 4. Axf6 exf6 5. d4
1. b3 d5 2. Ab2 c5 3.e3 Cc6 4. Ab5 a6 5. Axc6 bxc6 6. f4 Con idea de Cf3 y fortalecer la casilla e5.
1. b3 Cf6
1. b3 Cf6 2. Ab2 g6 3. g4? Ag7 4. g5 Ch5 5. Axg7 Cxg7
1. b3 Cf6 2.Ab2 g6 3.Axf6 exf6 4. d4
1. b3 Cf6 2.Ab2 g6 3.Axf6 exf6 4. c4
1. b3 b6 Variante Espejo
PD: Otra jugada se considera menor o no da mayor ventaja a las negras.
Partidas modelo:
- Larsen vs. Eley, 1972 1.b3 e5 2.Ab2 Cc6 3.e3 Cf6 4.Ab5 d6 5.Ce2 Ad7 6.0-0 Ae7 7.f4 e4 8.Cg3 0-0 9.Axc6 bxc6 10.c4 d5 11.Cc3 Te8 12.Tc1 Ag4 13.Cce2 Cd7 14.h3 Axe2 15.Dxe2 Cc5 16.Dg4 g6 17.f5 Cd3 18.fxg6 hxg6 19.Tf7 Rf7 20.Tf1 Af6 21.Axf6 1–0
- Keene vs. Kovacevic, 1973 1.Cf3 d5 2.b3 Ag4 3.Ab2 Cd7 4.g3 Axf3 5.exf3 Cgf6 6.f4 e6 7.Ag2 Ae7 8.0-0 0-0 9.d3 a5 10.a4 c6 11.Cd2 b5 12.De2 bxa4 13.Txa4 Cb6 14.Ta2 a4 15.Tfa1 axb3 16.Txa8 Cxa8 17.Cxb3 Cb6 18.f5 exf5 19.Cd4 Dd7 20.Ah3 g6 21.Axf5 gxf5 22.Ta7 Dxa7 23.Cxc6 Dd7 24.Cxe7 Rg7 25.Dh5 1–0